# Communauté urbaine de Douala
La communauté urbaine de Douala est une collectivité publique décentralisée qui gère sous la tutelle de l’État camerounais, les affaires locales en vue d’assurer le développement économique social et culturel des populations de la ville de Douala.

## Historique
La communauté urbaine de Douala est créée le 24 septembre 1987 par le décret no 87/1366, succédant ainsi à la commune urbaine de Douala créée elle en 1974, à la suite de la commune de plein exercice qui a vu le jour en 1967.
Il faut noter que la loi no 015 du 15 juillet 1987 qui en fixe les compétences futures abrogées par une nouvelle loi la no 2004 du 22 juillet 2004 fixant les règles applicables aux communes.

## Territoire
La communauté urbaine de Douala couvre la même superficie que le département du Wouri soit 923 km2.
La zone la plus urbanisée de 210 km2 dont 70% construite et affectée aux activités commerciales industrielles, à la voirie, les infrastructures routières les parcs etc. Son siège actuel est l’hôtel de ville de  Bonanjo.

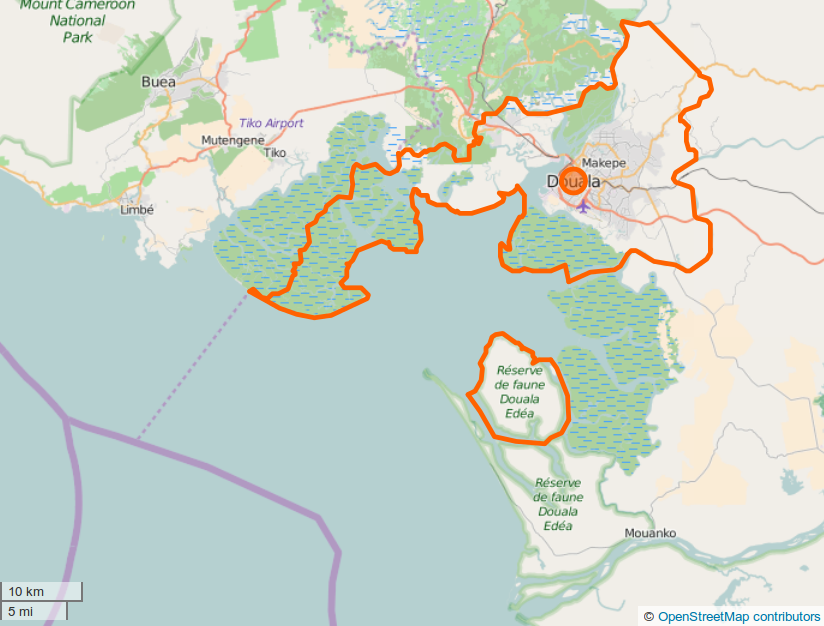
.

### Communes adhérentes
Cinq communes urbaines d’arrondissement et 1 commune rurale forment la communauté urbaine de Douala, ce sont :
- La commune d’arrondissement de Douala I dont le siège se trouve à Bonanjo
- La commune d’arrondissement de Douala II dont le siège se trouve à New Bell
- La commune d’arrondissement de Douala III dont le siège se trouve à Logbaba
- La commune d’arrondissement de Douala IV dont le siège se trouve à Bonassama
- La commune d’arrondissement de Douala V dont le siège se trouve à Bonamoussadi
- La commune rurale de Manoka (Douala VI) dont le siège se trouve à Manoka

La population des communes est fournie par l'Agence Régionale de l’Institut National de la Statistique, la superficie par le plan directeur d'urbanisme.
| Communes   | Superficie (km2) | Population (2018) | Chef-lieu    |
| ---------- | ---------------- | ----------------- | ------------ |
| Douala I   | 29,50            | 352 275           | Bonanjo      |
| Douala II  | 39,50            | 412 551           | New Bell     |
| Douala III | 58,00            | 1 020 061         | Logbaba      |
| Douala IV  | 25,00            | 395 536           | Bonassama    |
| Douala V   | 50,00            | 859 988           | Bonamoussadi |
| Douala VI  | 12,00            | 8 623             | Manoka       |
| Douala     | 210              | 3 049 034         |              |

## Administration

### Organisation politique
Depuis sa création le 24 septembre 1987 la communauté urbaine de Douala exerce ses différentes compétences dans le but d’améliorer sans cesse les conditions de vie des populations de la ville.
Gestionnaire d’un budget de 47,2 milliards de FCFA pour l’année 2013 et fort de 600 agents environ elle est organisée autour d’un conseil de communauté présidé par un Délégué du Gouvernement ; il est composé de 37 membres dont le délégué du gouvernement, de 6 maires et de 30 grands conseillers, répartis en deux grandes commissions : la commission des grands travaux et la commission des finances.
Les attributions du conseil de communauté sont les suivantes :
- vote du budget
- approbation du compte administratif et du compte de gestion comptable
- autorisations spéciales de recettes et dépenses
- création des établissements publics et de sociétés d’économie mixte d’intérêt communautaire
- adoption de la dénomination des rues et places publiques
- avis sur le plan d’urbanisme et les plans de modernisation et d’équipement
- autorisation des acquisitions d’immeubles
- fixation des emprunts et acceptation des dons et legs

Celles du Délégué du Gouvernement sont :
- la préparation et l’exécution des délibérations du conseil de communauté
- l’organisation et la gestion des services de la communauté
- la gestion du revenu et du patrimoine de la communauté
- la direction des travaux de la communauté

### Siège
Son siège est à  Bonanjo (Hôtel de ville). Dans la nuit de 6 au 7 mars 2015, une bonne partie de ce siège a été consumée par les flammes.

### Compétences
- Urbanisme et Aménagement urbain
- Équipement et Infrastructure d'intérêt communautaire
- Entretien de la voirie principale et signalisation, éclairage public et approvisionnement en eau potable
- Circulation et transport
- Parc public et Parcs de stationnement
- Abattoirs Municipaux
- Marchés et Foires
- Musées Municipaux
- Parcs et Jardins
- Cimetières
- Exécution des mesures foncières et domaniales, et Permis de Construire
- Dénominations des rues, places et édifices publics
- Hygiène et Salubrité
- Création, l'entretien, la gestion des espaces verts, parcs et jardins communautaires
- La gestion des lacs et rivières d'intérêt communautaire
- Le suivi et le contrôle de la gestion des déchets industriels
- Le nettoiement des voies est espaces publics communautaires
- La collecte, l'enlèvement et le traitement des ordures ménagères
- Création et la gestion des centres culturels d'intérêt communautaire
- Les plans de circulation et de développement urbains pour l'ensemble du réseau viaire

### Budget
Le budget 2013 de la communauté urbaine de Douala est de 47 204 403 000 FCFA, issu principalement des recettes fiscales et subventions diverses.

#### Origine des ressources
Les recettes proviennent principalement de :
- Les centimes additionnels communaux à hauteur de 29 000 000 000 FCFA
- Recettes fiscales à hauteur de 13 833 276 000 FCFA
- Le produit des taxes communales à hauteur de 2 630 500 000 FCFA
- Le produit d’exploitation des domaines et services à hauteur de 979 627 000 FCFA

## Démographie
La ville de Douala avec environ deux millions cinq cent mille habitants (officiellement un million neuf cent trente un mille neuf cent soixante dix sept) est la plus grande ville du Cameroun et de la zone CEMAC, avec un taux moyen annuel de croissance démographique estimé a 5% par an sur les 30 dernières années.

## Grands Projets
Les principaux projets structurant de la communauté urbaine de Douala sont depuis 2011 :
- L’aménagement des pénétrantes est et ouest de la ville
- la construction du deuxième pont sur le Wouri
- un programme de logements sociaux avec la construction de la cité du cinquantenaire
- l’aménagement des principaux marchés de la ville particulièrement le marché Congo.